# Богунівка (Луцький район)
Богуні́вка — село в Україні, у Берестечківській громаді Луцького району Волинської області. Населення становить 119 осіб.

## Історія
12 червня 2020 року, відповідно до розпорядження Кабінету Міністрів України № 708-р «Про визначення адміністративних центрів та затвердження територій територіальних громад Волинської області», село увійшло у склад Берестечківської міської громади.
19 липня 2020 року, в результаті адміністративно-територіальної реформи та ліквідації Горохівського району, село увійшло до складу новоутвореного Луцького району.

## Населення
Згідно з переписом УРСР 1989 року чисельність наявного населення села становила 129 осіб, з яких 52 чоловіки та 77 жінок.
За переписом населення України 2001 року в селі мешкало 119 осіб. 100 % населення вказало своєю рідною мовою українську мову.